# Iuliu Alexandru Csepreghi

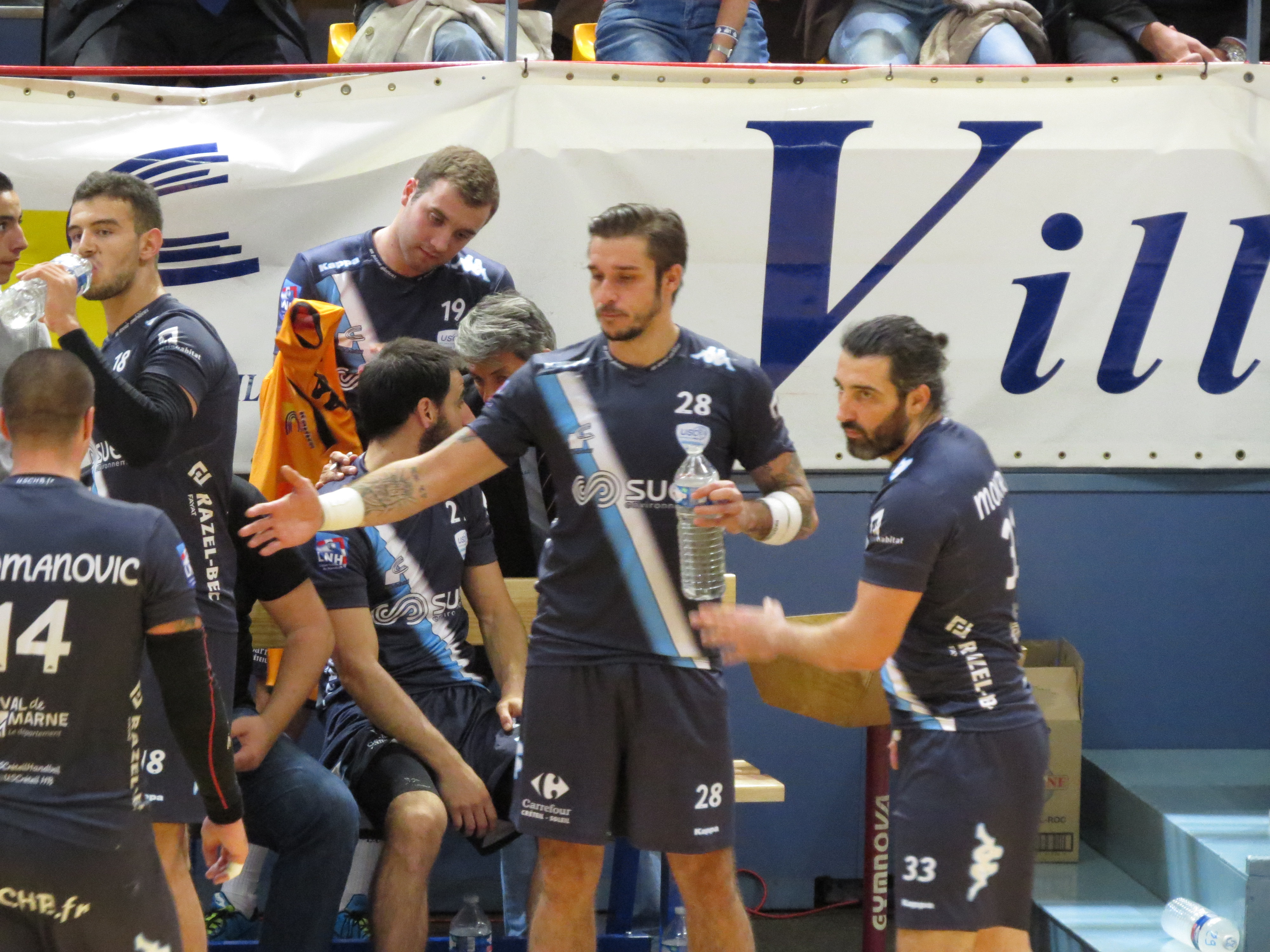
Iuliu Alexandru Csepreghi

Iuliu Alexandru Csepreghi (* 28. März 1987 in Baia Mare) ist ein rumänischer Handballspieler.

## Karriere
Der 1,95 m große und 100 kg schwere Rechtshänder spielt zumeist als linker Rückraumspieler. Zunächst lief er in seiner Heimatstadt für CS Minaur Baia Mare, mit dem er im EHF-Pokal 2005/06 sein internationales Debüt gab. Ab 2007 stand er beim rumänischen Spitzenklub HCM Constanța unter Vertrag, mit dem er sechsmal Meister sowie viermal Pokalsieger wurde. An der EHF Champions League nahm er 2007/08, 2009/10, 2010/11, 2011/12 und 2012/13 teil, wobei er 2009/10 das Achtelfinale erreichte. Im Europapokal der Pokalsieger 2008/09 kam er bis ins Viertelfinale. Nach der verpassten Qualifikation zur Königsklasse 2013/14 erreichte er im EHF Europa Pokal 2013/14 das Final Four in Berlin, wo er den vierten Platz belegte. Mit 52 Toren wurde er fünftbester Torschütze. Zur Saison 2014/15 wechselte er zum französischen Verein US Créteil HB. Nach vier Jahren kehrte er zu CS Minaur Baia Mare zurück. 2019 wurde Csepreghi Torschützenkönig der rumänischen Liga und zum besten Spieler gekürt. 2022 erreichte er das Finale der EHF European Cups, das gegen den norwegischen Verein Nærbø IL verloren ging.
Csepreghi steht im Aufgebot der Rumänischen Nationalmannschaft. Bei der Weltmeisterschaft 2011 belegte er den 18. Platz. Insgesamt bestritt er mindestens 54 Länderspiele, in denen er 148 Tore erzielte.

## Erfolge
- Rumänischer Meister 2009, 2010, 2011, 2012, 2013, 2014
- Rumänischer Pokalsieger 2011, 2012, 2013, 2014
- Torschützenkönig und MVP der rumänischen Liga 2019
- Finale im EHF European Cup 2022